# Bosnisch-herzegowinischer Fußball-Cup 2002/03
Der bosnisch-herzegowinische Fußballpokal 2002/03 (in der Landessprache Kup Bosne i Hercegovine) wurde zum neunten Mal ausgespielt. Sieger wurde der FK Željezničar Sarajevo, der sich in den Finalspielen gegen den frisch gekürten Meister FK Leotar Trebinje durchsetzte.
Alle Runden wurden in Hin- und Rückspiel ausgetragen. War ein Elfmeterschießen nötig, geschah dies ohne vorherige Verlängerung. Der Sieger nahm an der Qualifikationsrunde im UEFA-Pokal 2003/04 teil.

## Teilnehmende Vereine aus den Landesverbänden
| Föderation Bosnien und Herzegowina (22) | Republika Srpska (10) |
| --- | --- |
| - FK Budućnost Banovići - NK Bosna Visoko - NK Brotnjo Čitluk - NK Čelik Zenica - FK Goražde - HNK Grude - NK Široki Brijeg - HNK Orašje - NK Jedinstvo Bihać - HNK Zrinjski Mostar - NK Troglav Livno - NK Posušje - FK Rudar Kakanj - FK Saobraćajac Sarajevo - NK Sloga Prud - NK Podgrmeč Sanski Most - FK Sarajevo - FK Sloboda Tuzla - FK Sloga Tojšići - FK Velež Mostar - FK Željezničar Sarajevo - NK Zovko Žepče | - FK Borac Banja Luka - FK Glasinac Sokolac - FK Kozara Gradiška - FK Modriča Maksima - FK Leotar Trebinje - FK Ljubić Prnjavor - FK Mladost Gacko - FK Radnik Bijeljina - FK Rudar Ugljevik - FK Slavija Sarajevo |

## 1. Runde
Die Hinspiele fanden am 6. November 2002 statt, die Rückspiele am 10. November 2002.
|                         | Gesamt          |                         | Hinspiel | Rückspiel |
| ----------------------- | --------------- | ----------------------- | -------- | --------- |
| NK Sloga Prud           | 02:12           | FK Željezničar Sarajevo | 1:7      | 1:5       |
| FK Borac Banja Luka     | 6:2             | NK Podgrmeč Sanski Most | 4:1      | 2:1       |
| FK Modriča Maksima      | 2:0             | NK Posušje              | 2:0      | 0:0       |
| HNK Grude               | 2:3             | FK Leotar Trebinje      | 1:0      | 1:3       |
| NK Široki Brijeg        | 2:1             | NK Čelik Zenica         | 1:0      | 1:1       |
| FK Rudar Kakanj         | 5:4             | FK Ljubić Prnjavor      | 1:0      | 1:1       |
| NK Troglav Livno        | 01:10           | FK Sarajevo             | 0:3      | 1:7       |
| FK Kozara Gradiška      | (a)4:4(a)       | FK Sloboda Tuzla        | 3:0      | 1:4       |
| NK Jedinstvo Bihać      | 11:20           | FK Budućnost Banovići   | 7:0      | 4:2       |
| FK Velež Mostar         | 6:1             | NK Bosna Visoko         | 4:0      | 2:1       |
| FK Rudar Ugljevik       | 7:5             | FK Slavija Sarajevo     | 5:0      | 2:5       |
| FK Glasinac Sokolac     | 3:1             | FK Sloga Tojšići        | 2:0      | 1:1       |
| HNK Orašje              | 2:1             | FK Slavija Sarajevo     | 1:1      | 1:0       |
| NK Zovko Žepče          | 4:2             | FK Goražde              | 3:1      | 1:1       |
| HNK Zrinjski Mostar     | 1:1 (4:2 i. E.) | FK Radnik Bijeljina     | 1:0      | 0:1       |
| FK Saobraćajac Sarajevo | 2:2 (3:5 i. E.) | NK Brotnjo Čitluk       | 1:1      | 1:1       |

## Achtelfinale
Die Hinspiele fanden am 27. November 2002 statt, die Rückspiele am 30. November 2002.
|                         | Gesamt |                     | Hinspiel | Rückspiel |
| ----------------------- | ------ | ------------------- | -------- | --------- |
| FK Željezničar Sarajevo | 4:3    | NK Jedinstvo Bihać  | 4:1      | 0:2       |
| FK Rudar Kakanj         | 5:8    | HNK Zrinjski Mostar | 5:0      | 0:8       |
| FK Glasinac Sokolac     | 0:2    | FK Modriča Maksima  | 0:0      | 0:2       |
| NK Široki Brijeg        | 6:7    | FK Velež Mostar     | 6:2      | 0:5       |
| FK Borac Banja Luka     | 8:1    | HNK Orašje          | 5:0      | 3:1       |
| FK Leotar Trebinje      | 4:2    | NK Brotnjo Čitluk   | 3:0      | 1:2       |
| FK Kozara Gradiška      | 2:6    | NK Zovko Žepče      | 1:1      | 1:5       |
| FK Sarajevo             | 7:0    | FK Rudar Ugljevik   | 4:0      | 03:0 1    |

## Viertelfinale
Die Hinspiele fanden am 15. Februar 2003 statt, die Rückspiele am 5. März 2003.
|                     | Gesamt          |                         | Hinspiel | Rückspiel |
| ------------------- | --------------- | ----------------------- | -------- | --------- |
| FK Modriča Maksima  | 2:3             | FK Željezničar Sarajevo | 2:1      | 0:2       |
| FK Leotar Trebinje  | 13:20           | FK Velež Mostar         | 10:00    | 3:2       |
| FK Borac Banja Luka | 1:2             | HNK Zrinjski Mostar     | 1:0      | 0:2       |
| FK Sarajevo         | 2:2 (3:4 i. E.) | NK Zovko Žepče          | 1:1      | 1:1       |

## Halbfinale
Die Hinspiele fanden am 19. März 2003 statt, die Rückspiele am 9. April 2003.
|                    | Gesamt          |                         | Hinspiel | Rückspiel |
| ------------------ | --------------- | ----------------------- | -------- | --------- |
| NK Zovko Žepče     | 1:3             | FK Željezničar Sarajevo | 1:1      | 0:2       |
| FK Leotar Trebinje | 1:1 (6:5 i. E.) | HNK Zrinjski Mostar     | 1:0      | 0:1       |

## Finale

### Hinspiel
| Paarung                 | FK Leotar Trebinje – FK Željezničar Sarajevo |
| Ergebnis                | 0:0 |
| Datum                   | 14. Mai 2003 |
| Stadion                 | Police Stadion, Trebinje |
| Zuschauer               | 3.000 |
| Schiedsrichter          | Zijad Čanić |
| Tore                    | keine |
| FK Leotar Trebinje      | Aleksandar Božović – Bojan Vučinić, Zdravko Šaraba, Gavrilo Čorlija – Ninoslav Milenković, Slavoljub Đorđević – Dušan Kerkez, Siniša Mulina, Pavle Delibašić (73. Aleksandar Jovanović), Branislav Krunić (55. Nenad Stojanović) – Marko Popović Cheftrainer: Mile Jovin |
| FK Željezničar Sarajevo | Kenan Hasagić – Sanel Jahić, Admir Kajtaz (90. Ervin Smailagić), Edis Mulalić – Haris Alihodžic, Almir Ćosić – Alen Bajkuša, Denis Karić, Almir Gredić (62. Mirza Mesić) – Dželaludin Muharemović, Jure Guvo (76. Sanjin Radonja) Cheftrainer: Amar Osim                 |
| Gelbe Karten            | Pavle Delibašić, Dušan Kerkez, Ninoslav Milenković – Denis Karić, Alen Bajkuša, Admir Kajtaz, Sanel Jahić, Kenan Hasagić |

### Rückspiel
| Paarung                 | FK Željezničar Sarajevo – FK Leotar Trebinje |
| Ergebnis                | 2:0 (2:0) |
| Datum                   | 27. Mai 2003 |
| Stadion                 | Stadion Koševo, Sarajevo |
| Zuschauer               | 9.000 |
| Schiedsrichter          | Novo Panić |
| Tore                    | 1:0 Mirza Mešić (14.) 2:0 Almir Gredić (33., Foulelfmeter) |
| FK Željezničar Sarajevo | Kenan Hasagić – Sanel Jahić, Admir Kajtaz, Edis Mulalić – Haris Alihodžic, Denis Karić – Almir Ćosić, Arben Avdija, Almir Gredić – Jure Guvo (63. Alen Bajkuša), Mirza Mešić (84. Veljko Aleksić) Cheftrainer: Amar Osim                                                          |
| FK Leotar Trebinje      | Uroš Golubović – Zdravko Šaraba, Jovo Mišeljić (40. Aleksandar Jovanović, 81. Pajo Janković), Siniša Mulina, Dušan Kerkez – Branislav Krunić (46. Nenad Stojanović), Pavle Delibašić, Ninoslav Milenković, Gavrilo Čorlija – Marko Popović, Bojan Vučinić Cheftrainer: Mile Jovin |
| Gelbe Karten            | Mirza Mešić, Arben Avdija, Denis Karić – Dušan Kerkez, Siniša Mulina, Nenad Stojanović |